# Separghān
Separghān (persiska: سُپورغان, سپرغان, Sopūrghān, سُپُرغان) är en ort i Iran.   Den ligger i provinsen Västazarbaijan, i den nordvästra delen av landet, 600 km väster om huvudstaden Teheran. Separghān ligger 1 280 meter över havet och antalet invånare är 243.
Terrängen runt Separghān är platt.Runt Separghān är det ganska tätbefolkat, med 185 invånare per kvadratkilometer. Närmaste större samhälle är Nūshīn Shar, 13,1 km väster om Separghān. Trakten runt Separghān är ofruktbar med lite eller ingen växtlighet.